# Gerlinde Beck
Gerlinde Beck (Stuttgart-Bad Cannstatt, 11 juni 1930 – Mühlacker-Großglattbach, 19 februari 2006) was een Duitse schilder en beeldhouwer.

## Leven en werk
Beck studeerde schilder- en beeldhouwkunst bij onder anderen Karl Hils en Willi Baumeister aan de Staatliche Akademie der Bildenden Künste Stuttgart. In 1961 ontving zij de Hugo-von-Montfort-Preis, in 1967 de Bremer Kunstpreis/Kunstpreis der Böttcherstraße en in 1977 een beurs voor een verblijf in de Cité Internationale des Arts in Parijs. Haar werd in 1984 het Verdienstkreuz am Bande uitgereikt en in 1989 kreeg zij van de deelstaat Baden-Württemberg de eretitel "Professor".
De kunstenares woonde en werkte tot haar dood in 2006 in Mühlacker. In 1996 werd de Gerlinde-Beck-Stiftung opgericht, die jaarlijks de Gerlinde-Beck-Preis voor jonge kunstenaars uitreikt. Gerlinde Beck maakte vele werken voor de openbare ruimte in Duitsland.

## Werken (selectie)
- Konkrete Gemeinschaft (1963), binnencollectie Sammlung Domnick in Nürtingen
- Strebepfeiler (1964), Skulpturenpark Sammlung Domnick in Nürtingen
- Schattenfugenrelief (1966), Stadtbibliothek in Bregenz
- Doppelstele (1965/69), Flandernkaserne in Ulm
- Wibke 011/b (1970), Pädagogische Hochschule in Freiburg im Breisgau
- Spiralfigur (1972/73), Autobahnraststätte Hardtwald-West
- Doppelstele - Symbol der Freundschaft (1973), Bausparkasse in Leonberg (Baden-Württemberg)
- Schlichtreliefwand (1974), Kulturhaus in Kornwestheim
- Platzgestaltung (1975), Kulturzentrum Saalbau in Witten
- Tor des Vertrauens (1974/76), Kreiskrankenhaus in Mühlacker
- Wasser in Bewegung (1978), Pforzheim
- Säulenwand (1978), Museum am Ostwall in Dortmund
- Lichtfugenstele (1979), Städtisches Kunstmuseum in Singen (Hohentwiel)
- Figur im Raum (1978/82), Landeskriminalamt in Stuttgart-Bad Cannstatt
- Wasserskulptur (1979/83), Stadtbahnhaltestelle Rotebühplatz in Stuttgart
- Platzgestaltung mit Brunnen (1985/88), Altbach
- Lichfugenstele[1] (1980/89), Schloss Salder in Salzgitter
- Huldigung an Oskar Schlemmer (1985/89), buitencollectie Skulpturenmuseum Glaskasten in de beeldentuin van de Paracelsus-Klinik in Marl
- Kirchengestaltung/Altar (1993/94), Kirche "Zur Allerheiligsten Dreifaltigkeit" in Fellbach-Schmiden
- Gesamtgestaltung (1997/99), Katholische Heilig Geist Kirche in Balingen

## Fotogalerij

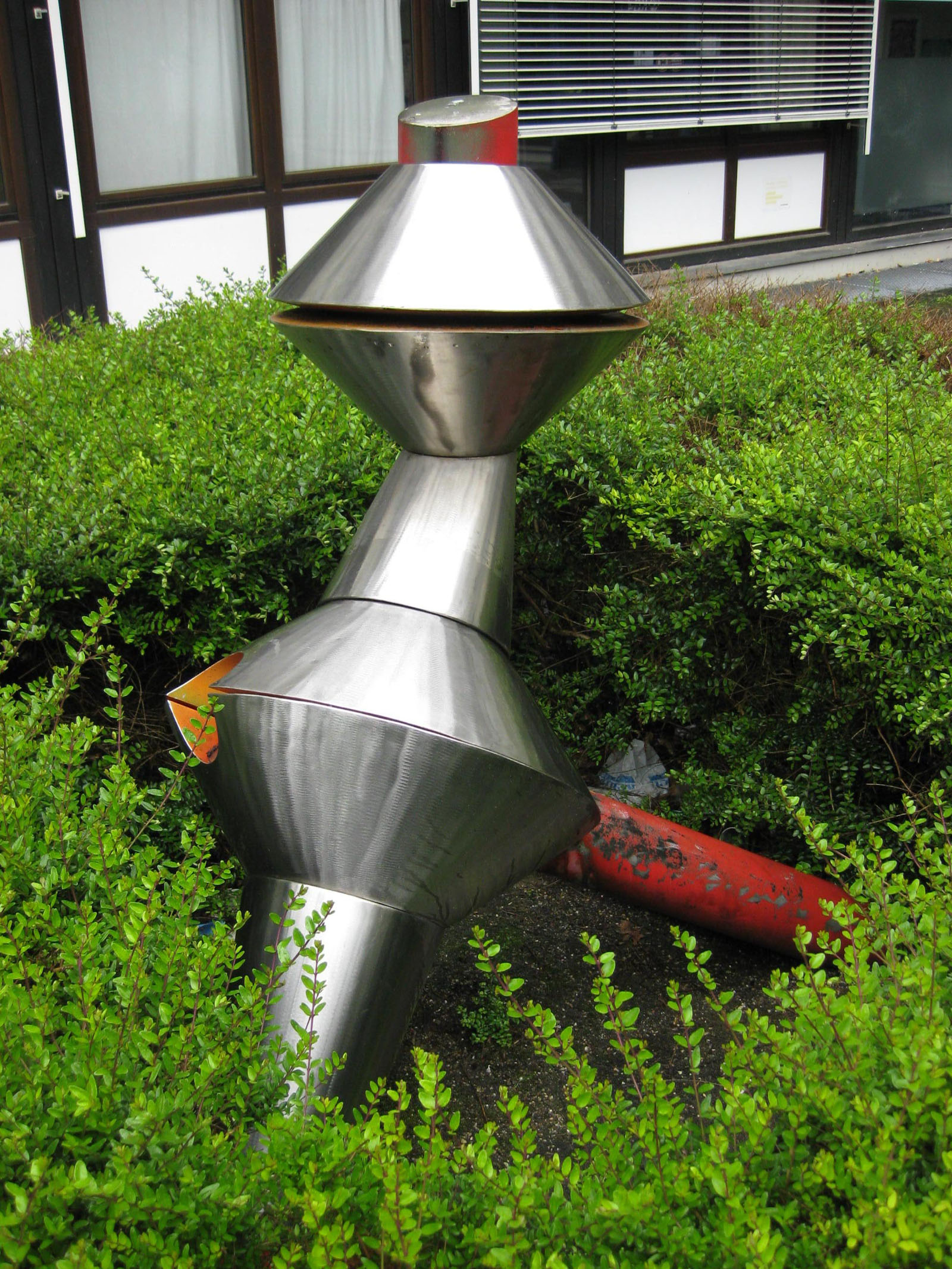
Wibke 011/b (1970), Freiburg im Breisgau
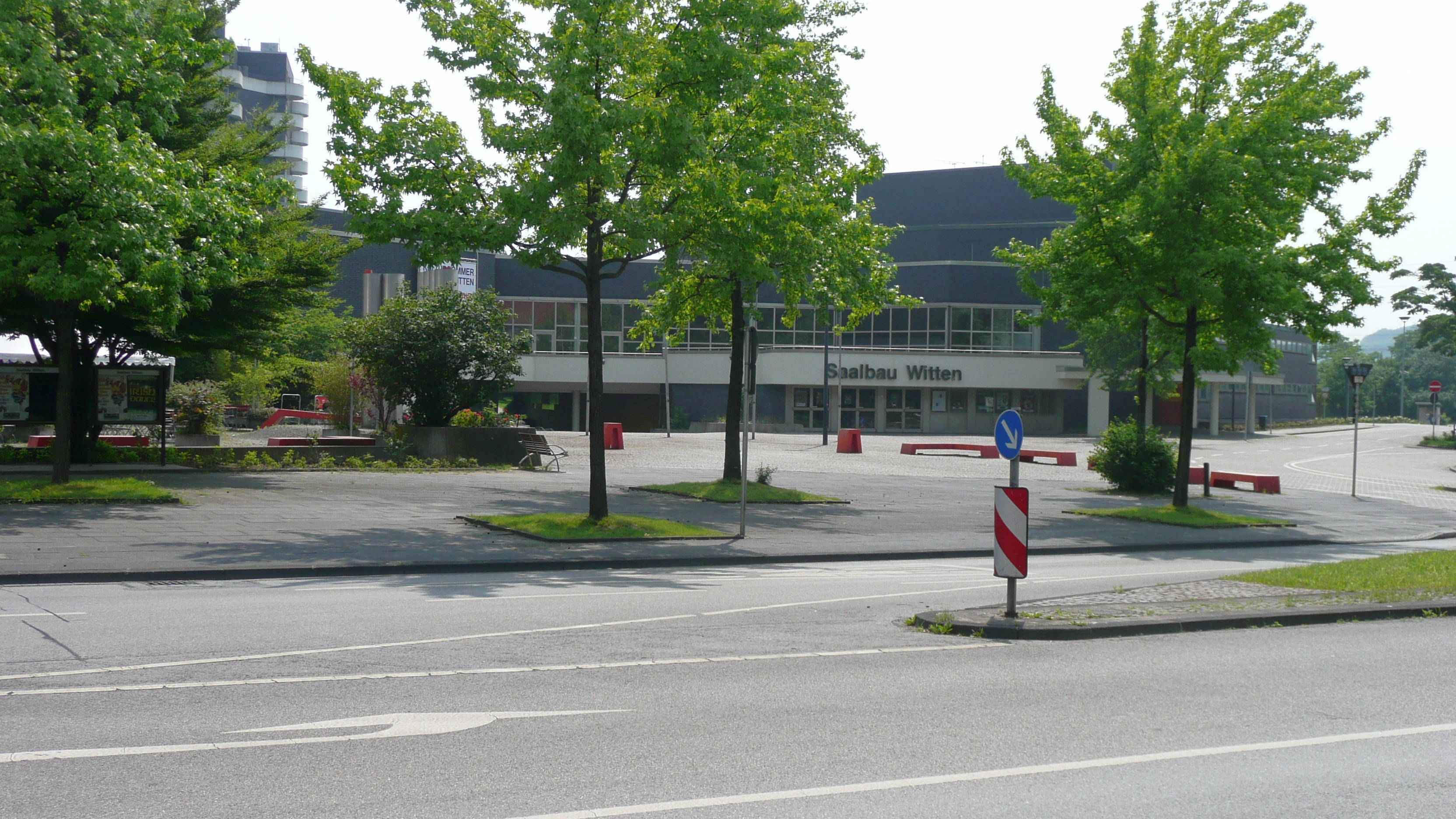
Platzgestaltung (1975) Saalbau, Witten
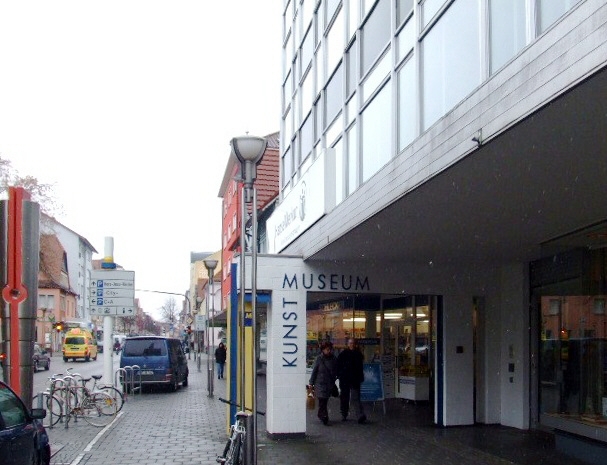
Lichtfugenstele (1979), Singen - uiterst links
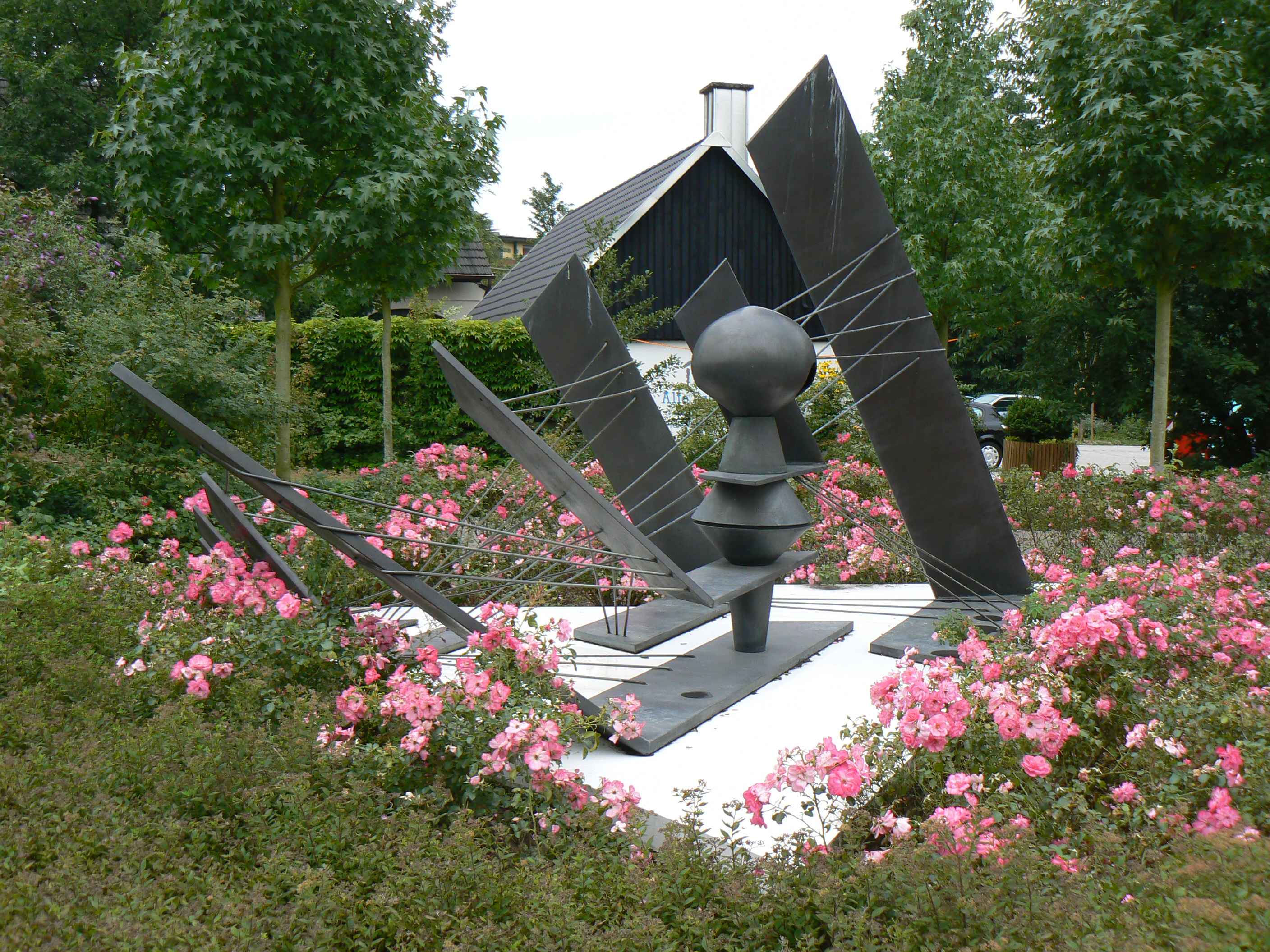
Huldigung an Oskar Schlemmer (1985/89), Marl